# Lijst van afleveringen van Law & Order: Special Victims Unit (seizoen 9)
Dit artikel vat het negende seizoen van Law & Order: Special Victims Unit samen.

## Hoofdrollen
- Christopher Meloni - rechercheur Elliot Stabler
- Mariska Hargitay - rechercheur Olivia Benson
- Richard Belzer - rechercheur John Munch
- Ice-T - rechercheur Fin Tutuola
- Adam Beach - rechercheur Chester Lake
- Dann Florek - hoofd recherche Donald Cragen
- Diane Neal - assistente officier van justitie Casey Novak
- Tamara Tunie - dr. Melinda Warner
- BD Wong - dr. George Huang

## Terugkerende rollen
- Joel de la Fuente - forensisch onderzoeker Ruben Morales
- Mike Doyle - forensisch onderzoeker Ryan O'Halloran
- Caren Browning - Judith Siper
- Isabel Gillies - Kathy Stabler
- Allison Siko - Kathleen Stabler
- Peter McRobbie - rechter Walter Bradley
- Joanna Merlin - rechter Lena Petrovsky
- Judith Light - rechter Elizabeth Donnelly
- Patricia Kalember - rechter Karen Taten
- David Lipman - rechter Arthur Cohen
- Audrie Neenan - rechter Lois Preston

## Afleveringen
| Aflevering | Titel         | Schrijver              | Regie                | Uitzenddatum VS   | Selectie gastrollen |
| --- | ------------- | ---------------------- | -------------------- | ----------------- | --- |
| 1. | Alternate     | Neal Baer Dawn DeNoon  | David Platt          | 25 september 2007 | Joe Grifasi - Hashi Horowitz Cynthia Nixon - Janis Donovan Laura Allen - Cass Magnall Stephen Spinella - Morgan Bronson Pinchot - dr. Henry Carlisle                                            |
| Als een kind wordt vermist, worden Benson en Stabler op onderzoek uit gestuurd. Hun onderzoek wordt moeilijk als blijkt dat de moeder, Janis Donovan, lijdt aan dissociatieve identiteitsstoornis. Dit zorgt ervoor dat zij maar liefst vijf verschillende personen verbergt. Haar psychiater belemmert het onderzoek bewust. Haar zus wordt vrijgelaten uit de gevangenis en de volgende dag worden hun ouders vermoord gevonden in hun bed. Dit maakt Janis hoofdverdachte, maar ze wordt vrijgesproken wegens ontoerekeningsvatbaarheid omdat een van haar alter ego´s de moord pleegde. De rechercheurs ontdekken echter dat Janis alles met haar zus van tevoren had uitgekookt en dat het een groot toneelstuk was. Janis lacht de rechtercheurs in hun gezicht uit want ne bis in idem voorkomt dat ze nog een keer vervolgd kan worden. Ze lacht niet meer wanneer de rechercheurs voor haar zus blijken te komen: ze was immers medeplichtig en ne bis in idem geldt voor haar niet omdat ze nog niet eerder voor het feit vervolgd was. |               |                        |                      |                   | |
| 2. | Avatar        | Paul Grellong          | Peter Leto           | 2 oktober 2007    | Anne James - dr. Jane Larom Liza Lapira - forensisch onderzoekster Kevin Tighe - Julian Cooper Florencia Lozano - Lauren Molby                                                                  |
| Een vrouw wordt aangerand in haar slaap en Benson en Stabler worden op onderzoek uitgestuurd. Het blijkt dat de vriend van haar zus de dader is en dit heeft hij gedaan in zijn slaap omdat hij lijdt aan sexsomnia. Als de rechercheurs de zus willen spreken blijkt zij vermist te zijn en haar vriend wordt nu de hoofdverdachte. Al snel blijkt hij het echt niet gedaan te kunnen hebben en wordt tot grote woede van de vader vrijgelaten. Verder onderzoek wijst uit dat de vermiste vrouw een spel speelde op haar computer in een virtuele wereld en dat zij waarschijnlijk door een medespeler ontvoerd is. De rechercheurs gebruiken haar avatar en dringen het spel binnen om zo de ontvoerder op te sporen. Het blijkt een oudere man die al jaren eerder was veroordeeld voor een ontvoering van de 15jarige Laura; zijn slachtoffer lijkt precies op de avatar en hij wilde zo zijn delict ´herbeleven´. Het meisje wordt gevonden maar sterft door de krachtige medicijnen die haar ontvoerder haar ter verdoving had toegediend. |               |                        |                      |                   | |
| 3. | Impulsive     | Jonathan Greene        | David Platt          | 9 oktober 2007    | Austin Lysy - Russell Hunter Melissa Joan Hart - Sarah Trent Quincy Dunn-Baker - Jimmy Trent Kyle Gallner - Shane Mills Elizabeth Keifer - Mrs. Mills Richard Joseph Paul - Mr. Mills           |
| Als bij een student gonorroe wordt ontdekt wordt de volkgezondheidsdienst ingelicht en Benson en Stabler denken na onderzoek dat hij verkracht is door zijn lerares. De lerares probeert achter de rug van haar man een abortus uit te laten voeren, dit tot woede van haar man die katholiek en pro-life is. Zij wordt hierop ook beschuldigd van het vernietigen van bewijs. De student blijkt inderdaad de vader van de foetus. Als de rechercheurs de student nader onderzoeken komen zij tot ontdekking dat hij aan seksverslaving leidt, zoals het inhuren van prostituees, kijken van seksfilms op de computer en het veelvuldige masturberen. De gonorroe had hij dan ook bij een prostituee opgelopen. Hij bekent dat hij zijn lerares heeft verkracht en wordt hierop naar een rehabilitatiekliniek gestuurd. De situatie verandert drastisch als hij in de kliniek gewelddadig verkracht wordt door een oudere seksmisdadiger wat de bestaande problemen blootlegt in deze kliniek. Het blijkt een private kliniek waar misbruik tussen delinquenten en bewakers schering en inslag is. De student mag de rest van zijn behandeling thuis ondergaan en krijgt 1 miljoen dollar zwijggeld van de eigenaar van de kliniek. De lerares en haar man zijn woedend: ze is verkracht en heeft iets gedaan dat tegen hun geloof ingaat, en de jongen wandelt weg in vrijheid met 1 miljoen dollar op zak. |               |                        |                      |                   | |
| 4. | Savant        | Judy McCreary          | Kate Woods           | 16 oktober 2007   | Julie White - dr. Anne Morella Vincent Spano - FBI agent Dean Porter Aidan Quinn - Ben Nicholson Paulina Gerzon - Katie Nicholson Judy Kuhn - Corinne Nicholson Peter Riegert - Chauncey Zeirko |
| Een vrouw wordt verkracht en in coma geslagen, en de enige getuige hiervan is haar dochter die lijdt aan het syndroom van Williams. Benson en Stabler gaan op onderzoek uit en worden hierin belemmerd door de FBI omdat de man een informant is. De rechercheurs zijn samen met Novak en de dochter in staat om het misdrijf te reconstructueren. De getuigenis van de dochter helpt om een verdachte uit te sluiten, namelijk een vader van ook een geestelijk gehandicapte dochter maar maakt wel zijn zoon tot een verdachte. De zoon wordt uiteindelijk schuldig bevonden: hij blijkt de vrouw te hebben mishandeld omdat zijn vader een verhouding met haar had, nadat de vader seks met haar had gehad. De man van het slachtoffer laat zich hierop direct scheiden en het slachtoffer, dat retrograde amnesie heeft, herinnert zich de hele verhouding niet meer en begrijpt er niets van. |               |                        |                      |                   | |
| 5. | Harm          | Josh Singer            | Peter Leto           | 23 oktober 2007   | Steven Weber - Matthew Braden Elizabeth McGovern - dr. Faith Sutton Jennifer Van Dyck - dr. Kelly Alvin Matthew Arkin - Barry Carlisle Marin Ireland - Gina Maylor                              |
| Als een vrouw doodgestoken wordt gaan Benson en Stabler op onderzoek uit. Zij komen erachter dat het slachtoffer werkzaam was als lerares op een privéschool en ook als vrijwilligster in een centrum voor vluchtelingen. Het slachtoffer had gewerkt met een Iraakse man die haar had verteld dat hij na binnenkomst in de VS was gearresteerd, teruggevlogen naar Irak, daar is gemarteld, en daarna zwaar getraumatiseerd is teruggebracht. Het onderzoek leidt hen naar Dr. Sutton, die werkt voor een bedrijf dat huursoldaten verhuurt en gespecialiseerd is in verhoortechnieken. De Irakees wordt doodgemarteld gevonden, vermoed wordt dat een huurling van het bedrijf dit had gedaan. Dr. Sutton wordt dood door schuld te laste gelegd: zij en een huurling hadden de Irakees gemarteld in Irak omdat hij de neef van een militieleider was. Ze zagen dat de man hen later in de VS had herkend, om een en ander geheim te houden moesten zowel de man als de vrouw dood. Een jurylid krijgt echter een hartaanval in de rechtszaal en Dr. Warner en Dr. Sutton reanimeren hem; hierdoor is Dr. Sutton een heldin en verklaart de rechter de rechtszaak ongeldig. Dr. Warner probeert haar medische licentie af te pakken vanwege het overtreden van de eed van Hippocrates. Dr. Sutton ziet niet in dat ze ook maar iets misdaan heeft omdat ze meent een hoger doel, terrorismebestrijding, te dienen. |               |                        |                      |                   | |
| 6. | Svengali      | Kam Miller             | David Platt          | 6 november 2007   | Beverly D'Angelo - Rebecca Balthus Jared Harris - Robert Morten Shannon Woodward - Cecilia Strayer                                                                                              |
| Een studente wordt dood gevonden in een liftschacht en Benson en Stabler gaan op onderzoek uit. Zij vinden overeenkomsten met de werkwijze van een seriemoordenaar die een gevangenisstraf uitzit. Als zij hem ondervragen komen zij erachter dat hij trouwe volgelingen heeft, waaronder een striptekenaar die de moorden verheerlijkt. Zowel de moordenaar als diens ´volgelingen´ zien de moorden als kunst. Als de persoon die het slachtoffer voor het laatst levend heeft gezien ook vermist wordt, gaan de rechercheurs naar haar op zoek denkende dat zij het volgende slachtoffer wordt. Ze blijkt echter de dader en eveneens volgelinge van de seriemoordenaar. Benson verkeert in gevaar door de fans van de seriemoordenaar die het onderzoek willen dwarsbomen. Novak laat de seriemoordenaar getuigen en biedt in ruil daarvoor verhuizing van een staats- naar een federale gevangenis aan. De seriemoordenaar getuigt maar niet helemaal zoals Novak hoopte; als een kunstcriticus kraakt hij het ´kunstwerk´af en zegt minachtend dat dit een slap aftreksel is. De verdachte roept wanhopig uit dat ze het deed omdat ze van hem hield wat het argument van de verdediging bevestigt dat zij door de seriemoordenaar tot de moord was aangezet. Maar dan blijkt dat de federale gevangenis die Novak beloofde een maximaal beveiligde gevangenis is waar hij 23 uur per dag in isolatie wordt opgesloten met een uur luchten; Novak meldt dat zij erg goed is in deals en hoopt op haar beurt een kunstwerk te hebben afgeleverd dat hij kan waarderen. |               |                        |                      |                   | |
| 7. | Blinded       | Jonathan Greene        | David Platt          | 13 november 2007  | Anne James - dr. Jane Larom Sam Waterston - Jack McCoy John Cullum - Barry Moredock Arye Gross - Saul Picard                                                                                    |
| Als Benson en Stabler een kindermisbruiker arresteren die lijdt aan schizofrenie raakt Stabler gewond en raakt tijdelijk blind. Door wat er gebeurd is met haar partner probeert Benson de zaak tegen de kindermisbruiker te saboteren zodat hij in de staat Louisiana berecht kan worden omdat hij daar de doodstraf kan krijgen. Novak probeert dit tegen te houden zodat zij hem in New York voor de rechter kan krijgen. Novak wint de strijd met de staat Louisiana en de kindermisbruiker wordt in New York berecht, en uiteindelijk geestelijk onbekwaam geacht. Benson beseft dat zij bijna de wet heeft ondermijnd voor haar eigen gewin, omdat ze wraak wilde voor het letsel dat de dader haar partner had toegebracht. Noval was echter eveneens bevooroordeeld omdat haar ex ook aan schizofrenie leed en evenals de kindermisbruiker door deze ziekte delicten pleegde. De dader, inmiddels aan de medicijnen, is zwaar depressief door het besef wat hij heeft gedaan en wil naar Louisiana om daar de doodstraf te krijgen, hij vindt dat hij die verdiend had. Novak bezoekt de dader en vertelt hem dat ze hoopt dat hij eens inziet dat het gebeurde niet zijn schuld is. |               |                        |                      |                   | |
| 8. | Fight         | Mick Betancourt        | Juan José Campanella | 20 november 2007  | Lenny Venito - Terry Donovan Gaius Charles - Jadon Odami Adina Porter - Janelle Odami Arlen Escarpeta - Ezra Odami Steve Earle - mr. Ploplis                                                    |
| Een brutale moord op een jonge vrouw leidt de rechercheurs naar een gevaarlijke wereld van mixed martial arts. De kampioen wordt verdacht van de moord maar wordt op het bureau doodgeschoten door de vader van het slachtoffer die het recht in eigen hand neemt. Rechercheur Lake ontmoet twee broers die in en uit de pleegzorg komen. Deze broers bekennen dat zij het slachtoffer hebben verkracht om zo lid te kunnen worden van een bende. De zaak wordt gewelddadiger als de leider van de bende en hoofdverdachte zijn dood vindt door een ongeluk in een vuilniswagen en een broer liegt om zo de andere broer te beschermen. Chester Lake, wetende dat de broers onschuldig zijn, zet alles op alles om de ware dader te ontmaskeren. Uiteindelijk blijkt dit inderdaad de overleden bendeleider te zijn; de broers studeerden en dreigden aan hun verleden te ontsnappen en wilden de bende waar ze al in de gevangenis bijhoorden verlaten; door ze met behulp van de vrouw erin te luizen en een verkrachting in de schoenen te schuiven zouden ze weer in de goot en in de bende belanden. De moord was niet de bedoeling geweest; de bendeleider had zijn geduld met de vrouw verloren en haar doodgeslagen. De broers worden vrijgesproken. Op het moment dat Lake geregeld heeft dat ze het met hun moeder gaan vieren krijgt hij een telefoontje van Tutuola: hun moeder is overleden door een overdosis drugs. Met een steen in zijn maag neemt Lake de jongens zelf mee uit eten om het hen op een gelegener moment te kunnen vertellen.              |               |                        |                      |                   | |
| 9. | Paternity     | Amanda Green           | Kate Woods           | 27 november 2007  | Mark Valley - Jake Keegan Anastasia Griffith - Leah Keegan Thomas Langston - Tommy Keegan Steven Bauer - Raphael Gardner                                                                        |
| Als een kinderjuffrouw dood wordt gevonden gaan Benson en Stabler op onderzoek uit en ontdekken dat een internetliefde het meisje heeft gedood omdat ze hem heeft afgewezen. Het echtpaar dat de kinderjuffrouw in dienst hadden genomen hebben hun eigen problemen als de man erachter komt dat hun zoon niet zijn biologische zoon is. Zijn vrouw eist een echtscheiding en betrekt de biologische vader erbij hetgeen betekent dat haar ex man het kind nooit meer zal zien. Hierop breekt iets in hem, hij doodt zijn vrouw, brengt het kind naar de politie, en kan er maar net van worden weerhouden zelfmoord te plegen. Het gezin van Stabler krijgt ook een klap te verwerken als Benson en Kathy een auto-ongeluk krijgen waarin de zwangere Kathy zwaargewond raakt. Hierdoor wordt de bevalling geprovoceerd en ondanks alles overleeft Kathy en brengt ze een gezond jongetje ter wereld. |               |                        |                      |                   | |
| 10. | Snitch        | Mark Goffman           | Jonathan Kaplan      | 4 december 2007   | Method Man - Dennis King Julie White - dr. Anne Morella Steven Weber - Matthew Braden Hakeem Kae-Kazim - Chuckwei Bothame Tracy Middendorf - Sarah Flint                                        |
| Als de vrouw van een politie-informant, Chuckwei Bothame, dood wordt gevonden gaan Benson en Stabler op onderzoek uit. Zij ontdekken dat Bothame een polygamist is uit Nigeria. Hij woont met drie vrouwen onder één dak, waarvan één niet van Nigeriaanse afkomst. Eerst denken de rechercheurs dat de moord in verband staat met de levenswijze van de man. Dan ontdekken zij een website dat persoonlijke gegevens onthuld van politie informanten die getuigen tegen een misdrijf waarop de man ook is vermeld. De man ontvangt ook bedreigingen, men vermoedt van de verdachte, een drugsbaas. Als de man nu weigert te getuigen probeert de nieuwe baas van moordzaken alles eraan te doen om hem toch te laten getuigen. De bedreigingen blijken afkomstig van de ware moordenares: het was diens tweede vrouw die de derde vrouw uit jaloezie had vermoord, en door de bedreiging hoopte ze Botame af te houden van getuigen zodat de politie hen met rust zou laten, en bovendien de drugsbaas de schuld te geven. Het motief was ´doodgewoon´ jaloezie. Botame getuigt waardoor de drugsbaas kan worden veroordeeld, en verlaat de rechtszaal met zijn eerste en enig overgebleven vrouw. |               |                        |                      |                   | |
| 11. | Streetwise    | Paul Grellong          | Helen Shaver         | 1 januari 2008    | Mae Whitman - Cassidy Cornell / Helen Braidwell Thom Bishops - Cole Roderick Patricia Charbonneau - Paige Kathleen Garrett - Mrs. Braidwell Emily Meade - Anna                                  |
| De rechercheurs worden geroepen als er een meisje dood wordt gevonden in Central Park. Het spoor leidt naar een groep dakloze kinderen die leeft van diefstal en bedelarij, geleid door Cole als een soort eigentijdse Fagin. Blijkens de getuigenis van zijn vriendin Cassidy heerst Cole over de groep als een tiran en intimideert de kinderen, iedere daad van verzet of respectloosheid wordt bestraft met de dood. Een van de dakloze kinderen is gedood omdat ze met de politie heeft gepraat en Cole heeft nog vijf mensen vermoord. Dan blijkt dat Cassidy van rijke afkomst was en eigenlijk Helen heette, maar op straat leefde in de groep van daklozen omdat ze van haar controlerende en overbezorgde familie was weggelopen. Cassidy blijkt minder onschuldig dan eerst gedacht omdat het dode meisje uit Central Park haar klasgenoot was: ze had Cole aangezet tot de moord om te voorkomen dat het meisje alles zou doorvertellen en haar ouders zou waarschuwen. De deal die Novak met Cassidy had gemaakt voor haar getuigenis is nu van tafel en ze vervolgt haar. Cole, die Cassidy wil terugpakken, getuigt tegen haar en getuigt dat Cassidy tegen hem had gezegd dat het meisje hem een ´flikker´ had genoemd. Cassidy wordt schuldig bevonden aan moord en veroordeeld, ze sist Novak tussen de tanden toe dat ze haar haat. |               |                        |                      |                   | |
| 12. | Signature     | Judy McCreary          | Arthur W. Forney     | 6 januari 2008    | John Schuck - hoofd recherche Muldrew Erika Christensen - federaal agente Lauren Cooper Rosemary De Angelis - Mrs. Tillman                                                                      |
| Als een dubbele moord plaatsvindt waarbij een man doodgeschoten werd en de vrouw verkracht en doodgestoken gaan Benson en Lake op onderzoek uit. Zij krijgen al snel versterking van federaal agente Cooper die jacht maakt op een seriemoordenaar en seksueel sadist met de bijnaam The Woodsman. Dankzij de moeder van The Woodsman ontdekken zij de locatie van zijn laatste slachtoffer. De politie kan het slachtoffer bevrijden maar zij overlijdt later aan haar verwondingen. Het onderzoek neemt een onverwachte wending als blijkt dat de seriemoordenaar al dood is, hij was het mannelijke slachtoffer bij de dubbele moord. Het blijkt dat Cooper hem zelf had geexecuteerd. Nu wil Justitie Cooper vervolgen omdat zij het recht in eigen hand had genomen, maar Cooper is hen voor en pleegt zelfmoord door zich door het hoofd te schieten. |               |                        |                      |                   | |
| 13. | Unorthodox    | Josh Singer            | David Platt          | 15 februari 2008  | Linda Emond - dr. Emily Sopher Alexander Gould - Jack Trembley Cara Buono - Rachel Zelinsky Braeden Lemasters - David Zelinsky Rhea Perlman - Roxana Fox                                        |
| Als een Joodse jongen seksueel misbruikt is gaan Stabler en Munch op onderzoek uit. In het begin verdenken zij een orthodoxe rabbijn, vooral als die met het jongetje de benen neemt, maar de zaak verandert in een mediacircus nadat er meerdere slachtoffers naar voren komen. De rabbijn wilde de jongen nou juist tegen de ware dader beschermen: de bewijzen wijzen de rechercheurs naar een schoolgenoot. De dader, die de jongen en drie meisjes heeft misbruikt, blijkt een veertienjarige jongen te zijn, maar hij blijkt psychisch ziek te zijn door de gevolge van dagelijkse blootstelling aan pornografie en minimale toezicht van zijn alleenstaande vader. De jongen wordt uiteindelijk ontoerekeningsvatbaar verklaard en in een kliniek vastgezet. |               |                        |                      |                   | |
| 14. | Inconceivable | Dawn DeNoon            | Christopher Zalla    | 22 februari 2008  | Mark Moses - James Grall Charity Henson - Carol Austin Lysy - Russell Hunter Meredith Eaton - Jocelyn Miller Gabrielle Anwar - Eva Sintzel                                                      |
| Als er ingevroren embryo's worden gestolen bij een spermabank gaan Benson en Stabler op onderzoek uit. Zij gaan een race aan tegen de klok om de embryo's snel terug te vinden omdat deze een beperkte houdbaarheid hebben. Door de beveiligingsvideo komen zij uit bij twee mediageile extremistische activisten. De embryo´s worden teruggevonden maar het is te laat: de vloeibare stikstof is verdampt en de embryo´s zijn dood. Een van de activisten wordt hierop doodgeschoten; de dader handelde uit radeloosheid omdat een van de embryo´s van hem en zijn vrouw was. De vrouw was naar Irak uitgezonden en had haar eicellen afgestaan om, mocht ze omkomen, tenminste nog een kindje na te laten. De vrouw is nu inderdaad omgekomen maar door de actie van de activisten komt er geen kindje. Ondertussen heeft Benson haar eigen privéproblemen met vruchtbaarheid en moederschap. |               |                        |                      |                   | |
| 15. | Undercover    | Mark Goffman           | David Platt          | 15 april 2008     | Linda Powell - Lauren White Austin Lysy - Russell Hunter Johnny Messner - Lowell Harris Hassan Johnson - Rick Tyler LaChanze - Amber                                                            |
| Een jong meisje wordt verkracht en Benson en Stabler gaan op onderzoek uit om de dader te vinden. Zij ontdekken dat haar moeder door een bewaker wordt misbruikt in de gevangenis waar ze een celstraf wegens drugsbezit moet uitzitten. Nadat de verzamelde sporen van de verkrachting vermist raken en omdat het slechtoffer het gezicht van de dader niet heeft gezien is er nog maar een mogelijkheid: Benson en Tutuola gaan undercover als gevangene naar deze gevangenis: Benson als gedetineerde en Tutuola als bewaker. De moeder van het slachtoffer blijkt ´gezelfmoord´, vermoedelijk door de bewaker om haar het zwijgen op te leggen. Benson zelf wordt bijna verkracht in de kelder van de gevangenis door de bewaker: Tutuola komt tussenbeide als hij haar tot orale seks wil dwingen. Hierdoor valt Benson iets op waardoor het meisje haar verkrachter kan identificeren: een moedervlek op de penis. Onder luid gejoel van de gedetineerden wordt de bewaker uit de gevangenis gearresteerd voor mishandeling, verkrachting en moord. |               |                        |                      |                   | |
| 16. | Closet        | Ken Storer             | Peter Leto           | 22 april 2008     | Robert John Burke - hoofd interne zaken Ed Tucker Beverly D'Angelo - Rebecca Balthus Bill Pullman - Kurt Moss Bailey Chase - Lincoln Haver                                                      |
| Wanneer een bankier dood wordt gevonden gaan Benson en Stabler op onderzoek uit. Zij verdenken al snel zijn vriend en partner, een professionele Americanfootballspeler, die alles kan verliezen als de waarheid over zijn seksuele geaardheid openbaar wordt. Als er toch gelekt wordt naar de media over de homoseksualiteit van de vriend komt Benson onder vuur te liggen van interne zaken vanwege haar relatie met een verslaggever. |               |                        |                      |                   | |
| 17. | Authority     | Neal Baer Amanda Green | David Platt          | 29 april 2008     | Robin Williams - Merritt Rook Didi Conn - verpleegster Monica Raymund - Trini Martinez Corey Sorenson - Paul Curtis Amie Tedesco - Lucy Curtis                                                  |
| Als een manager van een fastfood restaurant onzedelijke handelingen verricht bij een werkneemster, gaan Benson en Stabler op onderzoek uit. De manager verklaart dat hij dit gedaan heeft in opdracht van een persoon die hem opbelde en zich uitgaf voor een politieagent. De rechercheurs ontdekken dat de beller Merritt Rook was en dit vaker heeft gedaan. Dit doet hij om de mensen wakker te schudden en hen in opstand te laten komen tegen de maatschappij. De rechtszaak tegen Rook draait uit op een mediacircus en het lukt Rook om Benson te ontvoeren. Stabler gaat op zoek naar zijn partner en dankzij een collega van Rook leert hij het verleden van Rook kennen. Het lukt hem Benson te lokaliseren. Als Stabler bij Rook is, ziet hij dat Benson in een afgesloten ruimte zit. |               |                        |                      |                   | |
| 18. | Trade         | Jonathan Greene        | Peter Leto           | 29 april 2008     | Stephen Collins - Pierson Bartlett Matthew Davis - P.J. Bartlett Clea Lewis - Heaven Moscowitz Michelle Borth - Avery Hemmings                                                                  |
| Als een zwangere vrouw wordt verkracht en vermoord gaan Benson en Stabler op onderzoek uit. Als eerst onderzoeken zij een familie die bestaat uit koffiehandelaren. Zij vinden talloze verdachten, waaronder haar verloofde en de vader van de verloofde. Verder onderzoek brengt een liefdesverhouding naar boven tussen het slachtoffer, haar verloofde, de vader van de verloofde en de advocate van de verloofde. |               |                        |                      |                   | |
| 19. | Cold          | Judy McCreary          | David Platt          | 13 mei 2008       | Viola Davis - Donna Emmett Deirdre Lovejoy - Penelope Fielding Victoria Cartagena - Cecelia Cruz Jack Gwaltney - Tom Crane                                                                      |
| Rechercheur Lake onderzoekt zonder medeweten van zijn collega's een tienjarig oude verkrachting en moordzaak. Hij ontmoet een contact van hem om nieuwe bewijzen te vinden in deze zaak. Op weg naar huis komt hij in een vuurgevecht met twee politieagenten waarvan een doodgeschoten wordt door Lake en zelf raakt hij ook gewond. Ondanks zijn verwondingen gaat hij op zoek naar een verkrachtingsslachtoffer dat het overleefd heeft tien jaar geleden en overtuigt haar om te getuigen. Tijdens dit gebeuren ontdekken de collega's van Lake dat de tweede schutter werkt voor een speciale eenheid die voortvluchtigen opspoort. Benson en Stabler komen net op tijd om hem te beletten Lake te vermoorden en Novak wil hem voor het gerecht brengen voor moord. Maar de rechtszaak gaat al snel verkeerd voor Novak en zij wil nu bewijs achterhouden om hem toch te kunnen laten veroordelen. Zij wordt ingelicht door de rechter dat deze zet haar baan kan kosten en dat de officier van justitie de zaak wil laten stoppen. Dit laat Lake geen andere keus dan de politieagent zelf neer te schieten. |               |                        |                      |                   | |